# Fête des fantômes
Cette page contient des caractères spéciaux ou non latins. S’ils s’affichent mal (▯, ?, etc.), consultez la page d’aide Unicode.
 (novembre 2013).
Si vous disposez d'ouvrages ou d'articles de référence ou si vous connaissez des sites web de qualité traitant du thème abordé ici, merci de compléter l'article en donnant les références utiles à sa vérifiabilité et en les liant à la section « Notes et références ».
La Fête des fantômes (chinois simplifié : 鬼节 ; chinois traditionnel : 鬼節 ; pinyin : guǐ jié) - nom officiel zhongyuanjie 中元节 / 中元節, zhōngyuán jié -  est une fête chinoise qui a lieu le 15e jour du septième mois lunaire, dit mois des fantômes. La tradition veut que pendant cette période soient relâchés sur terre les esprits retenus dans les enfers parce qu'ils ne reçoivent pas de culte, ou ne peuvent trouver la paix pour cause de mort violente ou de mauvaise conduite. Ces « esprits orphelins et fantômes sauvages » (d'après le chengyu, 孤魂野鬼, gū hún yě guǐ) se voient offrir des repas réconfortants et des cérémonies pour leur délivrance. Le mois des fantômes est considéré comme dangereux. En effet, outre le fait que les esprits non apaisés sont susceptibles de jouer de mauvais tours, leur nature trop yin est préjudiciable à la santé des vivants. C'est pourquoi, traditionnellement, on évite autant que possible pendant cette période les activités et endroits à risque ainsi que les évènements importants (mariages, déménagements, etc.).

## Origines
À l'époque de la dynastie Han, avait lieu au milieu du septième mois une simple cérémonie marquant une étape de l'année agricole par une offrande de récoltes aux ancêtres.

### Ullambana: une fête bouddhiste
C'est l'expansion du bouddhisme qui a popularisé la tradition la fête dénommée Ullambana (盂兰盆会 / 盂蘭盆會, yúlánpén huì). Le 15e jour du septième mois lunaire, les moines sortaient de leur retraite d'été. On leur demandait alors, contre une donation, de faire des offrandes et des prières au bénéfice des défunts de la famille et des âmes errantes. Ce rituel s'est également transmis au Japon où il a donné naissance à la fête de Obon. Son origine légendaire est relatée dans le Yulanpen Sūtra (ou Ullambana Sūtra) (en), terme sanscrit dont le sens est « sauver ceux qui sont suspendus à l'envers », évocation de la position inconfortable de l'âme en peine semblable à une chauve-souris suspendue à un arbre. Le Bouddha aurait révélé ce moyen de salut par procuration à son second disciple Moggallana (目连 / 目連, mùlián en chinois), qui voulait sauver sa mère retenue en enfer du fait de son avarice et de sa méchanceté.
Le taoïsme s'est rapidement joint à cette activité avec ses cérémonies aux défunts appelées jiao (醮, jiào), et a imprimé sa marque sur la fête. Son nom officiel, zhongyuanjie (fête du milieu [de l'année]), apparait pour la première fois dans des textes des Wei du Nord. Il provient de la liturgie des Maîtres célestes, qui divisait l'année en trois sections (元, yuán), « supérieure », « médiane » et « inférieure », gouvernées respectivement par le Gouverneur du Ciel, le Gouverneur de la Terre et le Gouverneur des Eaux. Au milieu de chacune avait lieu une fête. Le 15e jour du 7e mois, le Gouverneur de la Terre venait ici-bas amnistier les âmes fautives. Le Gouverneur du Ciel était accueilli au milieu du premier mois lors de la Fête des lanternes et celui des Eaux le 15 du 10e mois.

## Festivités

### Banquets rituels
Des yulanpenhui purement bouddhiques avec banquet végétarien ont lieu dans les monastères, mais la forme la plus courante des banquets nocturnes rituels du septième mois visant à nourrir et apaiser les fantômes est le pudu (普度, pǔdù), une forme composite très marquée par le taoïsme et la religion populaire, à laquelle on convie souvent des moines ou nonnes bouddhistes pour officier aux côtés des maîtres taoïstes. Composé de pu, "général", et du, "traversée", le nom de la cérémonie représente sa fonction de délivrance. Les grands pudus ont lieu devant les temples le soir du 15e jour, mais de nombreux pudus de moindre importance sont organisés pendant toute la durée du mois par les rues d'un même quartier ou les villages d'un même district à tour de rôle, ainsi que chez les particuliers ou dans les commerces et les entreprises.

### Grandes cérémonies

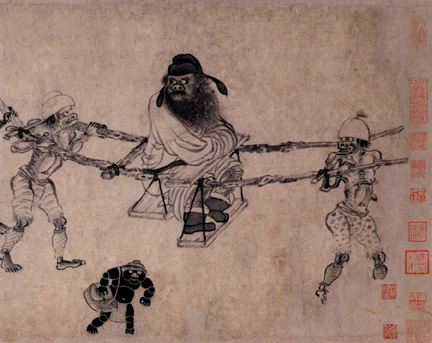
Zhong Kui, dieu dont la laideur tient en respect les fantômes

Pour les grands pudus, les fantômes sont avertis de la tenue d'un banquet par une lanterne accrochée à une hampe de bambou dressée à côté du temple. Il faut savoir en estimer la hauteur selon l'importance du festin proposé, car plus la hampe est haute, plus nombreux seront les esprits qui accourront, et il ne faudrait pas les décevoir. Les habitants du voisinage en plantent parfois de petites devant leur maison pour mieux éclairer la route des revenants.
Devant le temple on installe une longue table pour que chacun y dépose ses offrandes. Contrairement aux cérémonies purement bouddhistes, la viande, signe de richesse alimentaire, abonde. Les carcasses de porc engraissés pour la fête doivent être exposées entières ; la taille de l'animal est très observée car elle est censée refléter la piété de l'offrant. On place dans la bouche de ces zhugong 猪公 / 豬公, zhūgōng (sieur cochon) un fruit sucré pour qu'ils ne se plaignent pas trop de leur sort et ne médisent pas des éleveurs auprès du gardien des enfers. Pour être certain de satisfaire à la demande, on fait appel à des moines bouddhistes pour des récitations de soutras qui ont le pouvoir de multiplier la nourriture fantomatique.
Des espaces de culte contenant des tablettes semblables aux tablettes ancestrales sont reconstitués à l'aide de constructions en papier. Du fait de la nature particulière des invités, des talismans sont disposés à proximité des offrandes :ombrelle en papier, ciseaux, épée, lampe à huile, règle, balance, miroir. Trois effigies divines en papier doivent tenir en respect les fantômes trop turbulents: le Dieu des montagnes, le dieu du sol et le Roi des fantômes, ancien chef d'un gang de spectres ramené à la raison par la déesse Guanyin (Avalokiteshvara dans la tradition indienne). Une troupe d'opéra traditionnel vient offrir un spectacle aux morts et aux vivants. Parfois des lanternes flottantes sont lancées sur les rivières pour la délivrance des noyés. À la fin de la cérémonie, un prêtre taoïste, un moine ou un acteur exécute avec une épée la danse de Zhongkui, dieu pourfendeur de démons, afin d'évacuer les fantômes qui s'attarderaient. La vue de cette danse étant réputée préjudiciable à la santé, la foule a pris soin de partir avant. Les grands pudus de certaines villes comme Hong Kong ou Singapour sont devenus des attractions touristiques.